# Botrynema brucei
O Botrynema brucei é um hidrozoário ártico comum de águas intermédias, da família Halicreatidae.

## Características
O comprimento do seu corpo é de até 3 centímetros e é translúcido, com tons de branco ou azul. Possui 11 a 12 tentáculos marginais em 16 grupos facilmente quebráveis e 8 canais radiais. A parte superior do sino tem um processo de maçaneta.

## Habitat
É encontrada principalmente no Oceano Ártico, com alguns registos no Atlântico subártico. As observações batipelágicas de ROV foram registadas entre 900 a 2600 metros, enquanto as redes de plâncton sugerem números ligeiramente maiores abaixo de 2000 metros, do que entre 1000 a 2000 metros.